# Nong'an
Nong'an, tidigare stavat Nungan, är ett härad som lyder under provinshuvudstaden Changchuns stad på prefekturnivå i Jilin-provinsen i nordöstra Kina.